# Boeny
Boenyregionen är en region i Madagaskar. Den ligger i den norra delen av landet, 300 km nordväst om huvudstaden Antananarivo. Antalet invånare är 543 200. Arean är 31 046 kvadratkilometer.
Terrängen i Boenyregionen är varierad.
Boenyregionen delas in i:
- Marovoay District
- Mahajanga II
- Mahajanga I

Följande samhällen finns i Boenyregionen:
- Mahajanga
- Marovoay
- Ambato Boeny
- Sitampiky